# Мучин
Мучин (словац. Mučín) — село, громада округу Лученець, Банськобистрицький край, центральна Словаччина, регіон Новоград. Кадастрова площа громади — 11,74 км². Протікає Мучинський потік.
Населення 786 осіб (станом на 31 грудня 2017 року).

## Історія
Мучин згадується в 1246 році.

## Населення
| Рік:            | 1994. | 2004.   | 2014.    | 2024.   |
| --------------- | ----- | ------- | -------- | ------- |
| Кількість осіб: | 676   | 687     | 772      | 771     |
| Різниця:        |       | +1,62 % | +12,37 % | -0,12 % |

| Рік:            | 2023. | 2024.   |
| --------------- | ----- | ------- |
| Кількість осіб: | 761   | 771     |
| Різниця:        |       | +1,31 % |